# الدوري الجنوبي لكرة القدم 1987–88
الدوري الجنوبي لكرة القدم 1987–88 (بالإنجليزية: 1987–88 Southern Football League)‏ هو موسم من الدوري الجنوبي الممتاز، الذي يعد أعلى دوري كرة القدم في جمهورية أيرلندا، فاز فيه Aylesbury United F.C. ‏.